# Орсо II Партичипаціо
Орсо II Партічипаціо (італ. Orso II Participazio) (?-932) був дожем Венеції з 912 до 932. Він був вісімнадцятим дожем Республіки Венеція традиційно (історично, він був шістнадцятим). 

## Біографія
Праонук дожа Орсо I Партичипаціо, онук Бадоаріо, син Джованні. Відразу після обрання він відправив свого сина П'єтро до Константинополя для того, щоб зміцнити відносини з імператором Левом VI. Син дожа отримав титул протоспафарія. На зворотньому шляху П'єтро було схоплено Михайлом, князем Захумлє, та відправлено до Симеона I, царя Болгарії. Хлопця було звільнено завдяки венеційській дипломатії.
Не вживав рішучих дій проти неретвянських піратів. При цьому встановив дружні стосунки з Петаром Гойніковичем, жупаном Рашки, який 917 року захопив землі неретвян. Це спричинило конфлікт з князем захумлян Михайлом Вишевичем, що був ворогом Петара і Візантії. Втім становище покращилося зі сходженням на трон Рашки Часлава, що був союзником Візантії. Останній стримував неретвян проти нападів на венеційські судна.
921 року отримав від короля Рудольфа II право для Венеції на карбування монети. Під керівництвом Орсо II Партичипаціо дукат отримав монетний двір. 925 року і 927 роках домагався від італійських королів Рудольфа і Гуго відповідно підтвердження та зміцнення венеціанських привілеїв у межах королівства. 
У 932 році, він подався до монастиря Святих Фелікса і Фортунато в Амміані (можливо це зробив під тиском знаті, яка була невдоволена його миролюбною політикою), де провів чернече життя до самої смерті. Похований в монастирі.